# Oliver Axnick
Oliver Axnick, né le 17 mai 1970 à Füssen (en Bavière), est un curleur allemand. Il est le beau-frère du curleur suisse Ralph Stöckli, devenu en 2007 entraîneur de curling.

## Carrière de joueur

### Jeux olympiques
| Édition    | Nagano 1998 | Turin 2006 |
| Classement | 8e          | 8e         |

### Championnats du monde
| Édition    | Oberstdorf 1994 | Brandon 1995 | Berne 1997 | St. John 1999 | Lausanne 2001 | Victoria 2005 |
| Classement | Bronze          | Bronze       | Argent     | 7e            | 6e            | Bronze        |

### Championnats d'Europe
| Édition    | Perth 1992 | Leukerbad 1993 | Sundsvall 1994 | Grindenwald 1995 | Füssen 1997 | Oberstdorf 2000 | Garmisch-Partenkirchen 2005 |
| Classement | Or         | 7e             | 5e             | 5e               | Or          | 6e              | 5e                          |

### Championnats du monde senior
| Édition    | Östersund 2024 |
| Classement | 4e             |

## Carrière d'entraîneur
Il est depuis 2007 l'entraîneur de l'équipe d'Allemagne de curling. Il remporte une médaille d'argent aux Championnats du monde de curling masculin 2007 et une médaille de bronze aux Championnats d'Europe de curling masculin 2008.